# Qui creus que soc
Qui creus que soc (originalment en francès, Celle que vous croyez) és una pel·lícula dramàtica francesa del 2019 dirigida per Safy Nebbou. S'ha doblat al català per La 2, que va emetre-la el 24 de setembre de 2022.
La pel·lícula es va estrenar durant el 69è Festival Internacional de Cinema de Berlín el 10 de febrer de 2019.

## Repartiment
- Juliette Binoche com a Claire Millaud
- François Civil com a Alex Chelly
- Nicole Garcia com la Dra. Catherine Bormans
- Marie-Ange Casta com a Katia
- Guillaume Gouix com a Ludovic Dalaux
- Charles Berling com a Gilles
- Jules Houplain com a Max
- Jules Gauzelin com a Tristan
- Francis Leplay com a Serge
- Pierre Giraud com a Paul
- Claude Perron com a Solange